# Callipepla gambelii
Callipepla gambelii е вид птица от семейство Odontophoridae.

## Разпространение
Видът е разпространен в Мексико и САЩ.